# Гелена (місто)
Ге́лена (англ. Helena, МФА: [ˈhɛlənə]) — місто (англ. city) на північному заході США, у верхній течії річки Міссурі, в окрузі Льюїс-енд-Кларк, адміністративний центр штату Монтана. Населення — 32 091 осіб (2020).

## Географія
Гелена розташована за координатами 46°35′44″ пн. ш. 112°1′7″ зх. д. / 46.59556° пн. ш. 112.01861° зх. д. (46.595465, -112.018746).  За даними Бюро перепису населення США в 2010 році місто мало площу 42,44 км², з яких 42,34 км² — суходіл та 0,10 км² — водойми.

### Клімат
| Клімат : Гелена                                                            | Клімат : Гелена | Клімат : Гелена | Клімат : Гелена | Клімат : Гелена | Клімат : Гелена | Клімат : Гелена | Клімат : Гелена | Клімат : Гелена | Клімат : Гелена | Клімат : Гелена | Клімат : Гелена | Клімат : Гелена | Клімат : Гелена |
| Показник                                                                   | Січ.            | Лют.            | Бер.            | Квіт.           | Трав.           | Черв.           | Лип.            | Серп.           | Вер.            | Жовт.           | Лист.           | Груд.           | Рік             |
| Абсолютний максимум, °C                                                    | 17,2            | 20,6            | 25,6            | 30,0            | 35,0            | 38,9            | 40,6            | 40,6            | 37,2            | 30,6            | 23,9            | 17,8            | 40,6            |
| Середній максимум, °C                                                      | 0,7             | 3,7             | 9,0             | 14,3            | 19,5            | 24,3            | 29,8            | 29,2            | 22,6            | 14,8            | 6,2             | −0,2            | 14,5            |
| Середня температура, °C                                                    | −4,9            | −2,3            | 2,4             | 7,2             | 12,2            | 16,7            | 21,1            | 20,2            | 14,4            | 7,6             | 0,3             | −5,7            | 7,4             |
| Середній мінімум, °C                                                       | −10,6           | −8,4            | −4,3            | 0,1             | 4,9             | 9,2             | 12,4            | 11,2            | 6,2             | 0,3             | −5,6            | −11,2           | 0,3             |
| Абсолютний мінімум, °C                                                     | −41,1           | −41,1           | −34,4           | −23,3           | −8,3            | −1,1            | 2,2             | −2,2            | −14,4           | −22,2           | −39,4           | −40             | −41,1           |
| Середня кількість сонячних годин на місяць                                 | 119,4           | 149,0           | 225,8           | 243,0           | 282,0           | 308,7           | 370,3           | 324,1           | 254,6           | 202,9           | 118,6           | 99,9            | 2698,3          |
| Норма опадів, мм                                                           | 9               | 8               | 15              | 25              | 47              | 52              | 30              | 30              | 28              | 17              | 12              | 10              | 285             |
| Днів з опадами                                                             | 6,2             | 5,9             | 7,7             | 8,7             | 11,1            | 11,2            | 7,7             | 7,3             | 6,1             | 6,2             | 6,9             | 6,6             | 91,6            |
| Днів зі снігом                                                             | 5,6             | 5,2             | 5,0             | 2,9             | 0,8             | 0,1             | 0,0             | 0,1             | 0,7             | 1,8             | 4,6             | 6,0             | 32,8            |
| Вологість повітря, %                                                       | 66.0            | 64.1            | 60.1            | 53.9            | 53.5            | 52.1            | 46.4            | 47.5            | 54.5            | 58.3            | 64.8            | 68.1            | 57.4            |
| -------------------------------------------------------------------------- | --------------- | --------------- | --------------- | --------------- | --------------- | --------------- | --------------- | --------------- | --------------- | --------------- | --------------- | --------------- | --------------- |
| Джерело: NOAA (extremes 1880−present, sun and relative humidity 1961−1990) |                 |                 |                 |                 |                 |                 |                 |                 |                 |                 |                 |                 |                 |

## Демографія
Згідно з переписом 2010 року, у місті мешкало 28 190 осіб у 12 780 домогосподарствах у складі 6691 родини. Густота населення становила 664 особи/км².  Було 13457 помешкань (317/км²).
Расовий склад населення:
| - 93,3 % — білих - 2,3 % — корінних американців - 0,7 % — азіатів - 0,4 % — чорних або афроамериканців - 0,1 % — вихідців з тихоокеанських островів |

До двох чи більше рас належало 2,6 %. Частка іспаномовних становила 2,8 % від усіх жителів.
За віковим діапазоном населення розподілялося таким чином: 20,1 % — особи молодші 18 років, 64,3 % — особи у віці 18—64 років, 15,6 % — особи у віці 65 років та старші. Медіана віку мешканця становила 40,3 року. На 100 осіб жіночої статі у місті припадало 92,3 чоловіків;  на 100 жінок у віці від 18 років та старших — 89,3 чоловіків також старших 18 років.
Середній дохід на одне домашнє господарство  становив 63 902 долари США (медіана — 49 852), а середній дохід на одну сім'ю — 80 885 доларів (медіана — 69 099). Медіана доходів становила 46 872 долари для чоловіків та 40 331 долар для жінок. За межею бідності перебувало 17,0 % осіб, у тому числі 23,1 % дітей у віці до 18 років та 7,7 % осіб у віці 65 років та старших.
Цивільне працевлаштоване населення становило 15 186 осіб. Основні галузі зайнятості: освіта, охорона здоров'я та соціальна допомога — 24,0 %, публічна адміністрація — 21,9 %, науковці, спеціалісти, менеджери — 10,3 %, мистецтво, розваги та відпочинок — 9,7 %.

## Відомі люди
- Том Вілсон (1880-1965) — американський кіноактор
- Говард Фрімен (1899-1967) — американський актор театру та кіно, продюсер
- Гері Купер (1901-1961) — американський актор
- Мірна Лой (1905-1993) — американська актриса 1930-х років.